# Rally Dakar de 2001
El Rally Dakar de 2001, la vigesimotercera edición de esta carrera rally raid, se realizó del 1 al 21 de enero de ese año. El trayecto total de esta versión, que se extendió entre París y Dakar, fue de 10 219 km y se disputó por rutas de Francia, España, Marruecos (con el Sahara Occidental incluido), Mauritania, Malí y Senegal.
Los vencedores fueron Fabrizio Meoni en motos, la alemana Jutta Kleinschmidt en coches y el checo Karel Loprais en camiones.
Participaron un total de 113 coches, 133 motocicletas y 30 camiones, de los cuales llegaron a la final 53, 76 y 12, respectivamente.
Fue el último Dakar que respetó el recorrido tradicional entre París y Dakar, y fue el primer Dakar ganado por una mujer Jutta Kleinschmidt en categoría coches.

## Recorrido
| Etapa | Fecha       | Origen                | Destino               | Total (km)      |
| ----- | ----------- | --------------------- | --------------------- | --------------- |
| 1     | 1 de enero  | París                 | Narbona               | 916             |
| 2     | 2 de enero  | Narbona               | Castellón de la Plana | 565             |
| 3     | 3 de enero  | Castellón de la Plana | Almería               | 445             |
| 4     | 4 de enero  | Nador                 | Er Rachidia           | 603             |
| 5     | 5 de enero  | Er Rachidia           | Uarzazat              | 572             |
| 6     | 6 de enero  | Uarzazat              | Goulimine             | 608             |
| 7     | 7 de enero  | Goulimine             | Smara                 | 489             |
| 8     | 8 de enero  | Smara                 | El Ghallaouiya        | 628             |
| 9     | 9 de enero  | El Ghallaouiya        | El Ghallaouiya        | 518             |
| 10    | 10 de enero | El Ghallaouiya        | Atar                  | 440             |
|       | 11 de enero | Día de descanso       | Día de descanso       | Día de descanso |
| 11    | 12 de enero | Atar                  | Nuakchot              | 508             |
| 12    | 13 de enero | Nuakchot              | Tidjikja              | 508             |
| 13    | 14 de enero | Tidjikja              | Tidjikja              | 535             |
| 14    | 15 de enero | Tidjikja              | Tichit                | 243             |
| 15    | 16 de enero | Tichit                | Néma                  | 409             |
| 16    | 17 de enero | Néma                  | Bamako                | 776             |
| 17    | 18 de enero | Bamako                | Bakel                 | 804             |
| 18    | 19 de enero | Bakel                 | Tambacounda           | 292             |
| 19    | 20 de enero | Tambacounda           | Dakar                 | 564             |
| 20    | 21 de enero | Dakar                 | Dakar                 | 95              |

## Vencedores por etapas
| Etapa | Motocicletas               | Coches                                 | Camiones         |
| ----- | -------------------------- | -------------------------------------- | ---------------- |
| 1     | Giovanni Sala Nani Roma    | José María Servia                      | Firdaus Kabirov  |
| 2     | Richard Sainct             | Jean-Louis Schlesser                   | Vladimir Chagin  |
| 3     | etapa cancelada            | Jean-Pierre Fontenay                   | André de Azevedo |
| 4     | Richard Sainct             | Jean-Louis Schlesser                   | Vladimir Chagin  |
| 5     | Carlo de Gavardo           | José María Servia                      | Vladimir Chagin  |
| 6     | Nani Roma                  | Jean-Louis Schlesser                   | Vladimir Chagin  |
| 7     | Isidre Esteve              | Hiroshi Masuoka                        | Karel Loprais    |
| 8     | Nani Roma                  | José María Servia                      | Firdaus Kabirov  |
| 9     | Isidre Esteve              | Jutta Kleinschmidt                     | Karel Loprais    |
| 10    | Alfie Cox                  | Hiroshi Masuoka                        | Karel Loprais    |
|       | Día de descanso            |                                        |                  |
| 11    | Per-Gunnar Lundmark        | José María Servia                      | Peter Reif       |
| 12    | Jordi Arcarons             | Jean-Louis Schlesser                   | Vladimir Chagin  |
| 13    | Kari Tiainen               | Hiroshi Masuoka                        | Karel Loprais    |
| 14    | Kari Tiainen               | Jean-Louis Schlesser                   | Karel Loprais    |
| 15    | Kari Tiainen               | Hiroshi Masuoka                        | Karel Loprais    |
| 16    | Alfie Cox                  | Carlos Sousa                           | Corrado Pattono  |
| 17    | Giovanni Sala              | Jean-Louis Schlesser                   | Karel Loprais    |
| 18    | Cyril Despres              | Hiroshi Masuoka                        | Peter Reif       |
| 19    | Giovanni Sala              | Carlos Sousa                           | Peter Reif       |
| 20    | Kari Tiainen Giovanni Sala | José María Servia Jean-Louis Schlesser | Karel Loprais    |

## Clasificaciones finales
- Diez primeros clasificados en cada una de las tres categorías en competencia.

### Motos
| Rank. | Piloto           | Marca | Tiempo     |
| ----- | ---------------- | ----- | ---------- |
| 1     | Fabrizio Meoni   | KTM   | 70:01:08   |
| 2     | Jordi Arcarons   | KTM   | + 25:10    |
| 3     | Carlo de Gavardo | KTM   | + 44:11    |
| 4     | Isidre Esteve    | KTM   | + 1:02:44  |
| 5     | Alfie Cox        | KTM   | + 1:19:09  |
| 6     | John Deacon      | BMW   | + 3:45:51  |
| 7     | Jimmy Lewis      | BMW   | + 3:49:12  |
| 8     | Johnny Campbell  | Honda | + 7:45:05  |
| 9     | Jean Brucy       | KTM   | + 7:56:15  |
| 10    | Bernardo Vilar   | KTM   | + 10:12:12 |

### Coches

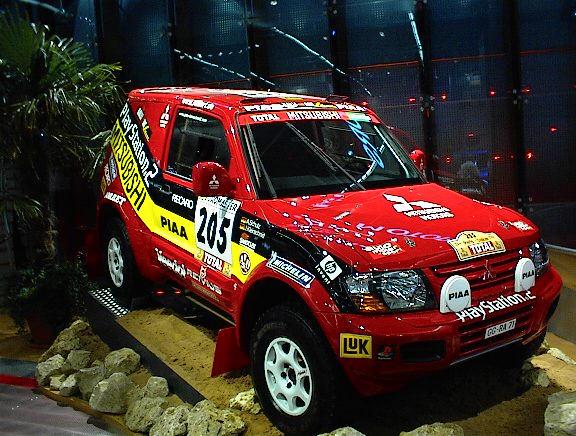
Mitsubishi Pajero de Jutta Kleinschmidt vencedora de la categoría de coches.

| Rank. | Piloto               | Copiloto             | Marca             | Tiempo     |
| ----- | -------------------- | -------------------- | ----------------- | ---------- |
| 1     | Jutta Kleinschmidt   | Andreas Schulz       | Mitsubishi        | 70:42:06   |
| 2     | Hiroshi Masuoka      | Pascal Maimon        | Mitsubishi        | + 2:39     |
| 3     | Jean-Louis Schlesser | Henri Magne          | Schlesser-Renault | + 23:29    |
| 4     | José María Servia    | Jean-Marie Lurquin   | Schlesser-Renault | + 2:06:24  |
| 5     | Carlos Sousa         | Jean-Michel Polato   | Mitsubishi        | + 2:08:30  |
| 6     | Jean-Pierre Fontenay | Gilles Picard        | Mitsubishi        | + 3:52:05  |
| 7     | Stephane Henrard     | José Manuel Martínez | Volkswagen        | + 5:05:19  |
| 8     | Grégoire De Mévius   | Alain Guehennec      | Nissan            | + 6:29:59  |
| 9     | Thierry Delavergne   | Jacky Dubois         | Nissan            | + 7:31:37  |
| 10    | Laurent Bourgnon     | Guy Leneveu          | Nissan            | + 13:58:08 |

### Camiones
| Rank. | Piloto             | Copiloto                               | Marca         | Tiempo     |
| ----- | ------------------ | -------------------------------------- | ------------- | ---------- |
| 1     | Karel Loprais      | Josef Kalina Petr Hamerla              | Tatra         | 93:40:37   |
| 2     | Yoshimasa Sugawara | Seiichi Suzuki Teruhito Sugawara       | Hino          | + 8:09:15  |
| 3     | Peter Reif         | Gunther Pichlbauer Holger Hermann Roth | MAN           | + 16:34:08 |
| 4     | Francois Marcheix  | Sylvain Genibrel Daniel Moquet         | Mercedes-Benz | + 18:43:22 |
| 5     | Corrado Pattono    | Michel Plateau                         | Mercedes-Benz | + 19:32:12 |
| 6     | Bernard Malferiol  | Alejandro Sanz Lee Palmer              | Mercedes-Benz | + 29:19:21 |
| 7     | Jordi Juvanteny    | Ferran Marco Jose Luis Criado          | Mercedes-Benz | + 32:42:41 |
| 8     | Hans Bekx          | Albert de Rooder John de Graaff        | Ginaf         | + 52:41:07 |
| 9     | Joseph Petit       | Alain Dubucq Roland Bruckner           | Mercedes-Benz | + 60:26:53 |
| 10    | José Pujol Creus   | Legal Didier Lammer Ronald             | Mercedes-Benz | + 61:44:55 |